# Panhard & Levassor Type U5
Der Panhard & Levassor Type U5 ist ein frühes Pkw-Modell. Hersteller war Panhard & Levassor in Frankreich.

## Beschreibung
Die Fahrzeuge haben einen von Arthur Constantin Krebs entwickelten Ottomotor. Im Motorcode „W6R“ steht das „W“ für diesen „Centaure allégé“ genannten Motor und die „6“ für die Anzahl der Zylinder.
Der Sechszylinder-Reihenmotor hat 90 mm Bohrung, 130 mm Hub und 4962 cm³ Hubraum. Er wurde anfangs auch 30 CV und später 24 CV genannt. Die Leistung des Frontmotors wird über ein Vierganggetriebe und Ketten an die Hinterachse übertragen.
Die Produktion lief von April oder Juni 1909 bis 1910. In den einzelnen Kalenderjahren wurden 22 und 4 Fahrzeuge hergestellt. In Summe sind das 26 Fahrzeuge, von denen 10 exportiert wurden.
Nachfolgemodell war der Type U8.